# Yuu Watase
Yuu Watase (渡瀬 悠宇, Watase Yuu) (Osaka, 5 de março de 1970) é uma das mais respeitadas mangakás do Japão. Teve sua primeira obra publicada na revista Sho-Comic (Shogakukan) aos 18 anos de idade, com o nome de Pajama de Ojama. Publicou algumas pequenas obras de 2 ou 3 volumes enquanto continuava seus estudos, até chegar em uma de suas obras mais aclamadas de 18 volumes (no Japão, a publicação no Brasil foi de 36 volumes) Fushigi Yuugi. A partir dai foi aclamada como mangaká e obteve reconhecimento mundial escrevendo outras dezenas de obras.
Ganhou o prêmio Shogakukan Manga Award por Ayashi no Ceres em 1998.
Atualmente publica O Mito de Arata.
Também tem uma revista própria semestral chamada Perfect Word que trata exclusicamente de Fushigi Yuugi Genbu Kaiden.

## Obras publicadas no Brasil
- Fushigi Yûgi, publicado em 2003, pela editora Conrad, em 36 volumes mensais.
- Zettai Kareshi, 2007, pela editora Conrad, em 6 volumes de 192 páginas. (O primeiro volume lançado em julho de 2007)
- O Mito de Arata, 2011, pela Panini.

## Obras publicadas no Japão

### Watase Yuu Flower Comics
- Fushigi Yûgi - 18 Vols.
- Fushigi Yûgi Genbu Kaiden - Vol. 12
- Fushigi Yûgi Byakko Kaiden - (em 2015)
- Shishunki Miman Okotowari - 3 Vols.
- Epotoransu! Mai - 2 Vols.
- Ayashi no Ceres - 14 Vols.
- Appare Jipangu! - 3 Vols.
- Imadoki! - 5 Vols.
- Alice 19th - 7 Vols.
- Zettai Kareshi (Absolute Boyfriend) - 6 Vols.
- Sakura Gari - 3 Vols.

### Shōnen Sunday Comics
Arata Kangatari (O Mito de Arata) - 13 Vols. - em andamento

### Watase Yuu Masterpiece Collection
- 1. Gomen Asobase!
- 2. Magical Nan
- 3. Otenami Haiken!
- 4. Suna no Tiara
- 5. Mint de Kiss Me

### YuuTopia Collection
- 1. Oishii Study
- 2. Musubiya Nanako

### Watase Yuu Flower Comics Deluxe, Kanzenban, Shogakukan Bunko
- Shishunki Miman Okotowari - 3 Vols.
- Pajama de Ojama
- Mint de Kiss Me
- Fushigi Yūgi Kanzenban - 9 Vols.
- Fushigi Yūgi -
- Epotoransu! Mai

### Artbooks
- Watase Yuu Illustration Collection Fushigi Yūgi
- Watase Yuu Illustration Collection - Part 2 Fushigi Yūgi Animation World
- "Ayashi no Ceres" Illustration Collection Tsumugi Uta ~Amatsu Sora Naru Hito o Kofutote~
- Yuu Watase Post Card Book

### Novels
- Shishunki Miman Okotowari
- Maseikishinden
- Piratica
- Fushigi Yūgi
- Ayashi no Ceres
- Yada ze!